# 李輝 (成化進士)
李輝（1448年—？），字永燦，江西吉安府吉水縣人，民籍，明朝政治人物。進士出身。

## 生平
早年出身國子生，江西鄉試第十六名。成化十一年（1475年）乙未科會試第一百六十七名，殿試登進士第三甲第一百六十名。十三年任东莞县知县。

## 家族
曾祖父李允中。祖父李承烈。父亲李周冕，曾任教授。